# Praz Vechin
Le Praz Vechin est une montagne de France située en Savoie, dans la chaîne des Aravis.

## Géographie
Culminant à 1 743 mètres d'altitude, elle se présente sous la forme d'une crête allongé sur environ un kilomètre de longueur dans le sens nord-sud entre la partie méridionale de la chaîne des Aravis à l'ouest et les gorges de l'Arly à l'est. Elle est délimitée par la vallée du Flon au nord qui la sépare du Treu, les gorges de l'Arly à l'est qui les séparent de Crest-Voland et du Lachat, de la vallée du Meuneray au sud qui la sépare de moyennes montagnes au-dessus d'Ugine et du col de l'Arpettaz à l'ouest qui le sépare du mont Charvin.
Son sommet qui comporte une table d'orientation est accessible par un sentier par ses faces Sud et Est.

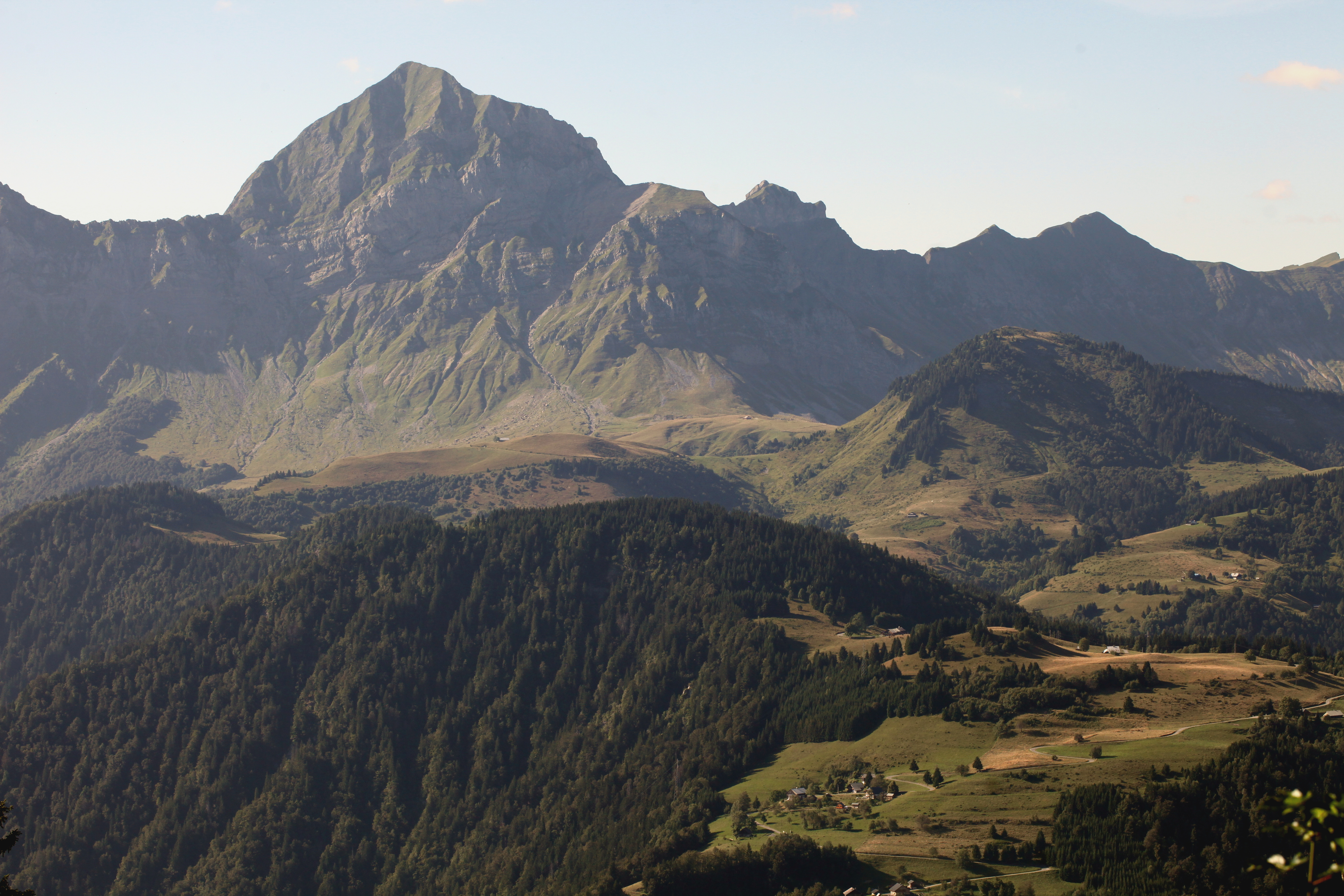
Vue du mont Charvin depuis le sud-est avec à ses pieds le Praz vechin (sur la droite).